# Hylarana scutigera
Hylarana scutigera är en groddjursart som först beskrevs av Andersson 1916.  Hylarana scutigera ingår i släktet Hylarana och familjen egentliga grodor. IUCN kategoriserar arten globalt som otillräckligt studerad. Inga underarter finns listade i Catalogue of Life.